# Guitar Hero III: Legends of Rock
Guitar Hero III: Legends of Rock is een computerspel ontwikkeld door Neversoft en RedOctane en gepubliceerd door Activision. Het spel is uitgekomen op 28 oktober 2007 voor de Wii, Xbox 360, PlayStation 2 en PlayStation 3. Een versie voor Windows verscheen op 13 november 2007 en voor Mac OS X op 10 december 2007.
Het spel bevat online functies, een primeur voor de serie. De gitaren bij het spel zijn draadloos en deze keer gebaseerd op de Gibson Les Paul (PlayStation 3, Wii, Xbox 360) en de Kramer (PlayStation 2), en kunnen naar eigen wens worden aangepast door middel van frontjes.

## Nummers
Hoofdnummers:
- Slow Ride - Foghat
- Talk Dirty to Me - Poison
- Hit Me With Your Best Shot - Pat Benatar
- Story Of My Life - Social Distortion
- Rock-'n-Roll All Nite - Kiss
- Mississippi Queen - Mountain
- School's Out - Alice Cooper
- Sunshine of Your Love - Cream
- Barracuda - Heart
- Guitar Battle - Tom Morello
- Bulls On Parade - Rage Against the Machine
- When You Were Young - The Killers
- Miss Murder - AFI
- The Seeker - The Who
- Lay Down - Priestess
- Paint it, Black - The Rolling Stones
- Paranoid - Black Sabbath
- Anarchy In The U.K. - The Sex Pistols
- Kool Thing - Sonic Youth
- My Name is Jonas - Weezer
- Even Flow - Pearl Jam
- Holiday in Cambodia - Dead Kennedys
- Rock You Like a Hurricane - Scorpions
- Same Old Song and Dance - Aerosmith
- La Grange - ZZ Top
- Guitar Battle - Slash
- Welcome to the Jungle - Guns 'n Roses
- Black Magic Woman - Santana
- Cherub Rock - Smashing Pumpkins
- Black Sunshine - White Zombie
- The Metal - Tenacious D
- Pride and Joy - Stevie Ray Vaughan
- Before I Forget - Slipknot
- Stricken - Disturbed
- Knights of Cydonia - Muse
- 3's and 7's - Queens of the Stone Age
- Cult of Personality - Living Colour
- Raining Blood - Slayer
- Cliffs of Dover - Eric Johnson
- One - Metallica
- Number of the Beast - Iron Maiden
- The Devil Went Down to Georgia - The Charlie Daniels Band

Bonustracks:
- Impulse - An Endless Sporadic
- Minus Celsius - Backyard Babies
- Go That Far - Bret Michaels Band
- Hier Kommt Alex - Die Toten Hosen
- Through the Fire and Flames - DragonForce
- F.C.P.R.E.M.I.X. - Fall of Troy
- In the Belly of a Shark - Gallows
- I'm in the Band - The Hellacopters
- Avalancha - Heroes del Silencio
- Take This Life - In Flames
- Ruby - Kaiser Chiefs
- My Curse - Killswitch Engage
- Down 'n Dirty - LA Slum Lords
- Closer - Lacuna Coil
- Metal Heavy Lady - Lions
- Mauvis Garcon - NAAST
- The Way it Ends - Protoype
- Generation Rock - Revolverheld
- Prayer of the Refugee - Rise Against
- In Love - Scouts of St. Sebastian
- Can't Be Saved = Senses Fail
- Don't Hold Back - The Sleeping
- She Bangs the Drums - The Stone Roses
- Radio Song - Superbus
- Nothing For Me Here - Dope

## Ontvangst
| Recensiescore       | Recensiescore |
| Recensieverzamelaar | Score         |
| ------------------- | ------------- |
| GameRankings        | 83,8% (gem.)  |
| Metacritic          | 83% (gem.)    |
| Publicist           | Score         |
| Game Informer       | 8,75          |
| GameSpot            | 7,5           |
| IGN                 | 8,9           |

Legends of Rock ontving positieve recensies. Men prees vooral de gitaar die gebundeld bij het spel kwam. Kritiek was er op de minder aantrekkelijke Wii-versie, de Star Power-gedeeltes die te langdradig zijn, en de pc-versie zou te hoge systeemeisen hebben. GameSpot had kritiek op de vele advertenties in het spel.
Op aggregatiewebsites Metacritic en GameRankings heeft het spel gemiddelde verzamelde scores van respectievelijk 83% en 83,8%.